# 三進位電腦
三进制计算机，是以三进制數字系統為基礎而發展的计算机。

## 歷史
於 1840 年托马斯·福勒就以平衡三进制的設計，使用木材建造了一台早期的计算机。第一台數位電子三進制计算机，是於1958年在蘇聯莫斯科國立大學由Nikolay Brusentsov所建造，它比二進位计算机在未來發展上更有優勢，但二進位计算机因其低耗電和低廉的生產成本，而於現代盛行。1970 年，布魯納多夫構建了一個增強版本，他稱之為。在1973年美國開發了在二進位计算机上模擬三進制計算的Ternac模擬器。
随着技术进步，真空管和晶体管等计算机元器件被速度更快、可靠性更好的铁氧体磁芯和半导体二极管取代。这些电子元件组成了很好的可控电流变压器，这为三进制逻辑电路的实现提供了可能性，因为电压存在着三种状态：正电压（1）、零电压（0）和负电压（-1）。

## 未來應用的潛能
隨著生產二進位计算机元件的經濟規模出現，三进制计算机受到關注而流行於世的可能性已經降低。然而高德纳認為，以三元逻辑的簡單設計與高效，可能會有人再次投入研發；有种可能的可行方案是將光學计算机與三元邏輯系統相結合。使用光纖的三元計算機可以使用0和2的正交偏振光作為1和-1。IBM也有報導三元計算主題的論文，但它並沒有積極參與其中。
约瑟夫森结已被提出作為一個平衡的三元儲存器單元，採用循環超導電流，無論是順時針、逆時針，或關斷。“由於三元操作，所提出的儲存器電路的優點是具有高速計算能力，低功耗和非常簡單的構造，並具有較少的元件。”
2009年，量子计算机被提出使用量子三態qutrit，而不是典型的量子位。當量子元素的基態數為d時，稱為qudit。

## 另見
- 三值逻辑
- 平衡三进制
- Сетунь
- 光學電腦
- 量子電腦